# La increíble Jessica James
La increíble Jessica James (título original: The Incredible Jessica James) es una película de comedia romántica estadounidense de 2017 escrita y dirigida por James C. Strouse y protagonizada por Jessica Williams, Chris O'Dowd, Noël Wells, Lakeith Stanfield, Megan Ketch y Zabryna Guevara. Fue estrenada en Netflix el 28 de julio de 2017.

## Reparto
- Jessica Williams como Jessica James
- Chris O'Dowd como Boone
- Noël Wells como Tasha
- Lakeith Stanfield como Damon
- Will Stephen como Tinder Guy
- Megan Ketch como Mandy
- Zabryna Guevara como Sra. Phillips
- Susan Heyward como Jerusa
- Anne Carney como la Sra. Taggart
- Taliyah Whitaker como Shandra
- Sarah Jones como ella misma
- Matthew Maher como actor

## Estreno
La película se estrenó en el Festival de Cine de Sundance 2017 el 27 de enero de 2017. El 23 de enero de 2017, Netflix adquirió los derechos de distribución y comenzó a transmitirla el 28 de julio de 2017.